# Ровенська обласна рада депутатів трудящих I скликання
Ровенська обласна рада депутатів трудящих першого скликання — представницький орган Ровенської області 1940—1947 років.
Нижче наведено список депутатів Ровенської обласної ради 1-го скликання, обраних 15 грудня 1940 року. Всього до обласної ради 1-го скликання було обрано 72 депутати. До складу обласної ради обрано 60 чоловіків та 12 жінок. За соціальним статусом: 25 робітників, 31 селянин і 16 представників інтелігенції. За партійною приналежністю: 42 членів ВКП(б) і 34 безпартійних. За національністю: 62 українці, 7 росіян, 2 поляків і 1 єврей.
| Прізвище, ім'я, по-батькові       | Виборчий округ               | Посада                                                                                     | Примітки |
| --------------------------------- | ---------------------------- | ------------------------------------------------------------------------------------------ | -------- |
| Бегма Василь Андрійович           | Ровенський міський № 3       | 1-й секретар Ровенського обкому КП(б)У                                                     |          |
| Білецький Іван Вікторович         | Ровенський міський № 2       | голова Ровенського міськвиконкому                                                          |          |
| Білик Федір Микитович             | Дубновський сільський № 57   | старший кочегар механічного цеху Дубновської беконно-консервної фабрики                    |          |
| Бойчук Ніна Олексіївна            | Вороновський № 10            | вчителька неповної середньої школи села Пустомити Тучинського району                       |          |
| Бондаренко Дмитро Сергійович      | Бистричанський № 19          | голова Ровенської обласної планової комісії                                                |          |
| Бречко Василь Антонович           | Михайлівський № 65           | коваль колгоспу імені Ворошилова села Пусто-Івани Червоноармійського району                |          |
| Буката Єфросинія Омелянівна       | Мочулянський № 18            | колгоспниця артілі імені Леніна села Устьє Людвіпольського району                          |          |
| Вавелюк Андрій Пилипович          | Бельсько-Вольський № 40      | секретар Серховської сільської ради, член правління колгоспу імені Ворошилова села Серхове |          |
| Вовк Микита Дмитрович             | Янівський № 14               | секретар Ровенського облвиконкому                                                          |          |
| Волошенко Сава Васильович         | Варковичський № 59           | 1-й секретар Дубновського райкому КП(б)У                                                   |          |
| Гажала Яків Пантелеймонович       | Ровенський сільський № 4     | голова Ровенського райвиконкому                                                            |          |
| Галака Олексій Наумович           | Здолбунівський № 48          | машиніст Здолбунівського депо                                                              |          |
| Головко Надія Теклівна            | Кухоцько-Вольський № 42      | доярка радгоспу «Морочно» села Перекальє                                                   |          |
| Гончаренко Володимир Петрович     | Березнівський № 26           | голова Березнівського райвиконкому                                                         |          |
| Горбатенко Іван Федорович         | Будеражський № 55            | секретар Ровенського обкому КП(б)У                                                         |          |
| Горбенко Макар Микитович          | Смиговський № 61             | начальник Ровенського обласного управління робітничо-селянської міліції                    |          |
| Денисенко Василь Онуфрійович      | Новомалінський № 53          | завідувач Ровенського обласного комунального відділу                                       |          |
| Денисюк Яків Григорович           | Ново-Корецький № 16          | апаратник Корецького цукрового заводу                                                      |          |
| Дроганчук Степан Самсонович       | Млинівський № 68             | селянин села Пугачівка Млинівського району                                                 |          |
| Завадський Євген Олександрович    | Червоноармійський № 64       | голова Червоноармійського райвиконкому                                                     |          |
| Зубрій Григорій Леонтійович       | Ярославичський № 71          | завідувач Ровенського обласного управління місцевої паливної промисловості                 |          |
| Карабан Наталія Оксентіївна       | Степанський № 25             | колгоспниця артілі «Шлях до комунізму» села Велика-Вербча Степанського району              |          |
| Карпінський Гордій Нечипорович    | Моквинський № 28             | машиніст-сіточник Моквинської паперової фабрики                                            |          |
| Кирилович Хома Григорович         | Клесівський № 31             | бурильник кар’єру №1 села Клесово                                                          |          |
| Кирилюк Микола Петрович           | Хоровський № 52              | колгоспник артілі імені Сталіна села Розваж Острогського району                            |          |
| Кислюк Мирон Якимович             | Межирічський № 13            | селянин села Невірково Межирічського району                                                |          |
| Кроль Адам Іванович               | Людвіпольський № 17          | селянин села Велике Селище Людвіпольського району                                          |          |
| Крутов Роман Васильович           | Острогський № 50             | начальник Ровенського обласного управління НКВС                                            |          |
| Кущенко Ілля Тимофійович          | Городківський № 5            | начальник Ровенського обласного управління Народного комісаріату юстиції УРСР              |          |
| Левшин Микола Якович              | Малинський № 27              | завідувач організаційного відділу Ровенського обласної ради                                |          |
| Майор Григорій Павлович           | Вітчивський № 44             | завідувач Ровенського обласного відділу народної освіти                                    |          |
| Макаров Іван Федотович            | Морочновський № 41           | завідувач Ровенського обласного відділу охорони здоров’я                                   |          |
| Манойло Михайло Данилович         | Рафалівський № 39            | уповноважений Народного комісаріату заготівель УРСР по Ровенській області                  |          |
| Мащинов Микола Миколайович        | Велико-Стидинський № 24      | завідувач Ровенського обласного фінансового відділу                                        |          |
| Міхлік Федір Аврамович            | Любіковичський № 34          | голова Сарненського райвиконкому                                                           |          |
| Міщенко Семен Євдокимович         | Деражнянський № 22           | секретар Ровенського обкому КП(б)У                                                         |          |
| Мороз Іван Трохимович             | Рокітновський сільський № 30 | завідувач Ровенського обласного відділу соціального забезпечення                           |          |
| Новиков Микола Олександрович      | Злазненський № 23            | військовий, командир 36-ї легкотанкової бригади 9-го механізованого корпусу РСЧА           |          |
| Овчаренко Йосип Юхимович          | Дубновський міський № 56     | редактор ровенської обласної газети «Червоний прапор»                                      |          |
| Окновський Іоель Овсійович        | Ровенський міський № 1       | головний лікар першої Ровенської міської лікарні                                           |          |
| Пархоменко Семен Маркович         | Сарненський сільський № 33   | 1-й секретар Сарненського райкому КП(б)У                                                   |          |
| Петрук Михайло Ананійович         | Сіянецький № 51              | голова Теремненської сільської ради Острогського району                                    |          |
| Пупко Марина Юхимівна             | Сарненський міський № 32     | робітниця 5-го околотку третьої дистанції колії станції Сарни                              |          |
| Ракша Федір Гаврилович            | Хіночський № 38              | завідувач Ровенського обласного відділу легкої промисловості                               |          |
| Раскович Василь Лук'янович        | Бережницький № 47            | бригадир-полевод радгоспу імені 17 Вересня села Воробін Домбровицького району              |          |
| Ремезов Володимир Олександрович   | Дядьковичський № 6           | Ровенський обласний військовий комісар                                                     |          |
| Рибак Мойсей Романович            | Мізочський № 54              | старший цеховий майстер Мізочського цукрового заводу                                       |          |
| Римаришина Анастасія Денисівна    | Бугринський № 12             | доярка колгоспу імені Сталіна села Симоново Гощанського району                             |          |
| Роман Данило Петрович             | Козінський № 62              | завідувач Ровенського обласного торгового відділу                                          |          |
| Романюк Борис Федотович           | Іваново-Долинський № 21      | гірничий десятник базальтових кар’єрів Іванової-Долини                                     |          |
| Рясиченко Іван Іванович           | Мірогоща-Чешський № 58       | заступник голови Ровенського облвиконкому                                                  |          |
| Савчук Лаврентій Максимович       | Теслугівський № 63           | колгоспник артілі імені Сталіна села Теслугів Козинського району                           |          |
| Сидоренко Федір Микитович         | Тучинський № 9               | начальник Ровенського обласного управління кінофікації                                     |          |
| Сидорчук Юстина Тихонівна         | Висоцький № 43               | доярка колгоспу імені Леніна села Софіївка Висоцького району                               |          |
| Сіробаба Яків Павлович            | Боярський № 69               | заступник голови Ровенського облвиконкому                                                  |          |
| Сльонзак Аполонія Іванівна        | Антоновський № 37            | селянка села Залавище Владимирецького району                                               |          |
| Статкевич Гнат Захарович          | Острожецький № 70            | селянин села Малин Острожецького району                                                    |          |
| Страшевський Владислав Ксаверович | Рокітновський селищний № 29  | майстер гладильної печі Рокітновського склозаводу (скляного заводу)                        |          |
| Тертичний Іван Данилович          | Перебродський № 45           | завідувач Ровенського обласного земельного відділу                                         |          |
| Титаренко Ганна Іванівна          | Клеванський № 7              | вчителька неповної середньої школи села Більов Клеванського району                         |          |
| Ткачук Єлизавета Данилівна        | Демидівський № 66            | ланкова колгоспу імені Леніна Баболовської сільради Демидівського району                   |          |
| Тросковець Текля Лук'янівна       | Владимирецький № 36          | голова Копачівської сільської ради Владимирецького району                                  |          |
| Усенко Андрій Корнійович          | Корецький № 15               | 1-й секретар Ровенського обкому ВЛКСМ                                                      |          |
| Хоменко Іван Васильович           | Домбровицький № 46           | завідувач Ровенського обласного відділу місцевої промисловості                             |          |
| Хрущевська Зосія Андріївна        | Немовичський № 35            | колгоспниця артілі імені Леніна села Селище Клесівського району                            |          |
| Ципченко Андрій Тихонович         | Костопольський № 20          | голова Ровенської обласної спілки споживчих товариств                                      |          |
| Чучукало Василь Данилович         | Здолбицький № 49             | 2-й секретар Ровенського обкому КП(б)У                                                     |          |
| Шершень Михайло Гаврилович        | Боремельський № 67           | завідувач Ровенського обласного відділу мистецтв                                           |          |
| Шмига Юхим Максимович             | Олександрійський № 8         | селянин села Владіславка Олександрійського району                                          |          |
| Шмигельський Гнат Йосипович       | Вербський № 60               | бригадир колгоспу імені 17 Вересня села Повчі                                              |          |
| Щербак Пилип Кузьмич              | Гощанський № 11              | голова Ровенського облвиконкому                                                            |          |
| ?                                 | № 72                         | військовий                                                                                 |          |

6-7 січня 1941 року відбулася 1-а сесія Ровенської обласної ради депутатів трудящих 1-го скликання. Головою облвиконкому обраний Щербак Пилип Кузьмич, 1-м заступником голови —   Сіробаба Яків Павлович, 2-м заступником голови —  Рясиченко Іван Іванович та 3-м заступником голови і головою обласної планової комісії — Бондаренко Дмитро Сергійович. Секретарем облвиконкому обраний Вовк Микита Дмитрович.
Обрано Ровенський облвиконком у складі 17 чоловік: Щербак Пилип Кузьмич — голова облвиконкому; Сіробаба Яків Павлович — 1-й заступник голови облвиконкому; Рясиченко Іван Іванович — 2-й заступник голови облвиконкому; Бондаренко Дмитро Сергійович — 3-й заступник голови облвиконкому і голова облплану; Вовк Микита Дмитрович — секретар облвиконкому; Бегма Василь Андрійович — 1-й секретар Ровенського обкому КП(б)У; Чучукало Василь Данилович — 2-й секретар Ровенського обкому КП(б)У; Крутов Роман Васильович — начальник Ровенського обласного управління НКВС; Горбенко Макар Микитович — начальник Ровенського обласного управління робітничо-селянської міліції; Майор Григорій Павлович — завідувач Ровенського обласного відділу народної освіти; Мащинов Микола Миколайович — завідувач Ровенського обласного фінансового відділу; Роман Данило Петрович — завідувач Ровенського обласного відділу торгівлі;  Тертичний Іван Данилович — завідувач Ровенського обласного земельного відділу; Денисенко Василь Онуфрійович — завідувач Ровенського обласного відділу комунального господарства;  Зубрій Григорій Леонтійович — завідувач Ровенського обласного відділу місцевої паливної промисловості; Левшин Микола Якович — завідувач організаційного відділу Ровенського обласної ради; Окновський Іоель Овсійович — головний лікар першої Ровенської міської лікарні.
Обрані завідувачі відділів облвиконкому: Мащинов Микола Миколайович — завідувач обласного фінансового відділу;  Тертичний Іван Данилович — завідувач обласного земельного відділу; Майор Григорій Павлович — завідувач обласного відділу народної освіти; Денисенко Василь Онуфрійович — завідувач обласного відділу комунального господарства; Роман Данило Петрович — завідувач обласного відділу торгівлі; Зубрій Григорій Леонтійович — завідувач обласного відділу місцевої паливної промисловості; Хоменко Іван Васильович — завідувач обласного відділу місцевої промисловості; Макаров Іван Федотович — завідувач обласного відділу охорони здоров'я; Мороз Іван Трохимович — завідувач обласного відділу соціального забезпечення; Шершень Михайло Гаврилович — завідувач обласного відділу в справах мистецтв; Ракша Федір Гаврилович — завідувач обласного відділу легкої промисловості; Черкасов П.Ф. — завідувач обласного відділу харчової промисловості; Єфімов М.А. — завідувач обласного відділу шляхового господарства; Сидоренко Федір Микитович — начальник обласного управління кінофікації; Кущенко Ілля Тимофійович — начальник обласного управління Наркомату юстиції СРСР; Корнієнко Ю.Д. — голова обласного радіокомітету; Веселов В.Ф. — голова комітету в справах фізкультури і спорту; Куранцов К.М. —завідувач загального відділу; Левшин Микола Якович — завідувач організаційного відділу; Ладуренко К.В. — завідувач сектору кадрів при голові облвиконкому. Головою обласної планової комісії призначений Бондаренко Дмитро Сергійович.
19-20 квітня 1941 року на 2-й сесії Ровенської обласної ради депутатів трудящих 1-го скликання затверджено Блінова Г.М. начальником обласного управліня промисловості будівельних матеріалів. Секретарем Ровенського облвиконкому обраний Роман Данило Петрович.